# Tephritis subpura
Tephritis subpura
 es una especie de insecto díptero que Johnson describió científicamente por primera vez en el año 1909.
Esta especie pertenece al género Tephritis de la familia Tephritidae.